# Shion (album)
Pour les articles homonymes, voir Shion.
Albums de Mucc
Worst of Mucc
Best of Mucc
(2007) Kyutai
(2009)
Singles
1. Libra
Sortie : 21 mars 2007
2. Flight
Sortie : 2 mai 2007
3. Fuzz
Sortie : 31 octobre 2007

Shion (志恩) est le huitième album du groupe de rock japonais Mucc. Il est sorti le 26 mars 2008 au Japon, le 13 octobre 2008 en Angleterre et le 25 novembre 2008 aux États-Unis. La chanson Fuzz apparaît dans le film Cloverfield.

## Liste des titres
| No  | Titre                                             | Paroles        | Musique       | Durée |
| --- | ------------------------------------------------- | -------------- | ------------- | ----- |
| 1.  | Suion (水恩)                                      |                | Miya          | 2:16  |
| 2.  | Fukurō no Yurikago (梟の揺り篭)                   | Tatsurou       | Miya          | 4:26  |
| 3.  | Nuritsubusunara Enji (塗り潰すなら臙脂)           | Tatsurou       | Satochi, Miya | 4:11  |
| 4.  | Fuzz (ファズ) (apparaît dans le film Cloverfield) | Tatsurou       | Miya          | 4:49  |
| 5.  | Game (ゲーム)                                     | Tatsurou       | Miya          | 5:46  |
| 6.  | Flight (フライト-Album ver.-)                     | Tatsurou, Miya | Satochi, Miya | 3:44  |
| 7.  | Anjelier (アンジャベル)                           | Tatsurou       | Miya          | 4:08  |
| 8.  | Chiisana mado (小さな窓)                          | Miya           | Yukke         | 5:19  |
| 9.  | Semishigure (蝉時雨)                              | Miya           | Miya          | 3:28  |
| 10. | Shion (志恩)                                      | Miya           | Miya          | 5:15  |
| 11. | Sorawasure (空忘れ)                               | Tatsurou       | Satochi, Miya | 4:08  |
| 12. | Shiva (シヴァ)                                    | Miya           | Miya          | 5:03  |
| 13. | Libra (リブラ-Album ver.-)                        | Tatsurou       | Miya          | 5:22  |